# Corte dei conti

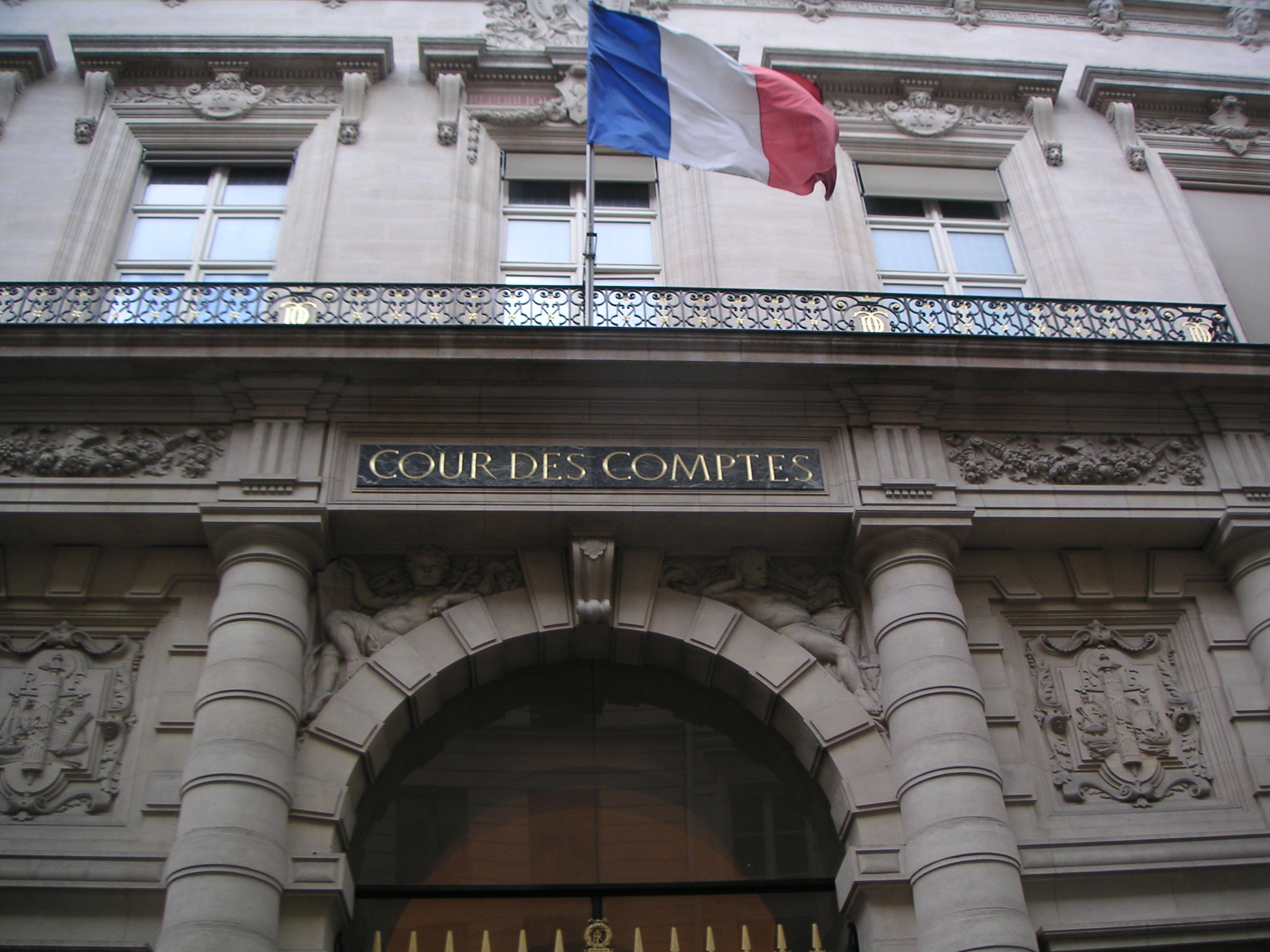
La sede della Corte dei conti francese a Parigi

La corte dei conti (o, in alcuni paesi, tribunale dei conti) è un organo dello Stato, presente in vari ordinamenti giuridici, con funzioni giurisdizionali e amministrative di controllo o vigilanza in materia fiscale sulle entrate e spese pubbliche all'interno del bilancio dello stato (finanza pubblica). Lo troviamo in vari paesi di civil law, per lo più di tradizione latina, molti paesi francofoni in alcuni latinoamericani, tra cui il Brasile ed anche in Turchia; esiste anche una Corte dei conti dell'Unione Europea.

## Precedenti storici
La Corte dei conti nasce nella Francia napoleonica, istituita con legge del 16 settembre 1807, quale evoluzione delle chambres des comptes risalenti all'Ancien Régime, la più importante delle quali era quella di Parigi, istituita nel 1319. Istituzioni simili alle chambres des comptes c'erano anche in altri stati europei dell'epoca: ad esempio, nel Ducato di Savoia fu istituita la Camera dei conti di Chambéry nel 1351 e nel 1575 le fu affiancata quella di Torino; nel Regno Lombardo-Veneto fu istituita la Camera dei conti nel 1771; nel Regno di Napoli fu istituita la Regia Camera della Sommaria nel 1444; nello Stato Pontificio la revisione dei conti era svolta della Camera Apostolica, istituzione operante già nel XIII secolo, nel cui seno fu istituita nel 1828 la Congregazione di revisione dei conti e degli affari di pubblica amministrazione, poi sostituita dalla Consulta di Stato (1847-1848).
La Corte dei conti italiana fu istituita con la legge 14 agosto 1862, n. 800.

## Descrizione

### Struttura
La corte dei conti è solitamente prevista dalla costituzione ed appartiene al potere giudiziario, anche se, come si è detto, è investita tanto di funzioni giurisdizionali (giurisdizione contabile), in relazione alle quali è giudice speciale, quanto di funzioni amministrative di controllo.
È un organo collegiale o un organo complesso costituito da una pluralità di organi collegiali (sezioni, camere ecc.), composto da magistrati contabili con uno status differenziato rispetto ai magistrati che compongono gli organi della giurisdizione ordinaria. In certi ordinamenti ha un pubblico ministero, che può essere interno alla corte stessa (come in Francia e Italia) o appartenere all'organizzazione generale del pubblico ministero (come in Spagna). Non sempre i componenti della corte dei conti hanno lo stesso grado d'indipendenza dal parlamento e dal governo garantito ai magistrati ordinari; del resto, in alcuni ordinamenti, come il Belgio e la Spagna, sono eletti dal parlamento.
Contro le pronunce della corte dei conti può essere dato ricorso alla corte di cassazione, come in Spagna, al consiglio di Stato, come in Francia, o ad apposite sezioni della stessa corte dei conti, come in Italia.

### Funzioni
Le funzioni attribuite alla corte dei conti variano da un ordinamento all'altro. Il nucleo centrale e più antico è rappresentato dal controllo, in sede giurisdizionale, dei conti periodicamente resi da coloro che gestiscono denaro o beni pubblici, per verificare che i movimenti in entrata ed uscita siano conformi alla legge ed alle regole contabili, accertando il credito dell'erario per gli eventuali ammanchi. La corte dei conti può inoltre avere, come in Italia, il potere di accertare, sempre in sede giurisdizionale, i danni cagionati allo stato o altro ente pubblico dai suoi agenti e condannare i responsabili al risarcimento. In alcuni ordinamenti la corte dei conti può irrogare sanzioni pecuniarie agli agenti dello stato o di altri enti pubblici in caso di violazione di norme di legge in materia di entrate e spese pubbliche.
Funzione tipica delle corti dei conti è anche la verifica del bilancio consuntivo dello stato o di altri enti pubblici, allo scopo di accertare il rispetto delle regole contabili e l'attendibilità del bilancio stesso, trasmettendo in esito a tale controllo una relazione al parlamento.
La corte dei conti può, inoltre, avere funzioni amministrative di controllo, di tipo preventivo (come in Italia e Belgio) o successivo. Il controllo preventivo si esercita sui singoli atti che danno luogo a spese o entrate, impedendone l'efficacia in caso di illegittimità. Il controllo successivo tende, invece, ad essere incentrato, più che sui singoli atti, sulla complessiva attività dell'organo controllato e si traduce in relazioni al parlamento, al governo o allo stesso organo controllato. Questo tipo di controllo tende ora ad essere esteso dalla sola legalità all'efficienza o, addirittura, all'efficacia dell'attività amministrativa.
Quanto ai soggetti controllati, oltre alle amministrazioni pubbliche la competenza della corte dei conti può estendersi alle imprese pubbliche e ad altri enti, anche di diritto privato, che utilizzano fondi pubblici o possono recare danno a pubbliche proprietà.

### Organi analoghi
In alcuni paesi le funzioni della corte dei conti sono svolte da una sezione specializzata della corte suprema o la corte dei conti è parte del consiglio di stato (così in Tunisia). In altri paesi i controlli di cui si è detto sono demandati ad organi che non appartengono al potere giudiziario e sono privi di funzioni giurisdizionali: è il caso della Germania, della Svizzera, della Svezia, della Norvegia, dei paesi di common law e di molti paesi latinoamericani.
In certi paesi le funzioni di controllo sono svolte da autorità amministrative indipendenti: in Germania il Bundesrechnungshof, i cui membri, secondo la Legge fondamentale, godono della stessa indipendenza dei giudici; in Svizzera il Controllo federale delle finanze (CDF) un ufficio indipendente aggregato al Dipartimento federale delle finanze solo sotto il profilo amministrativo, il cui direttore è nominato dal Consiglio federale con l'approvazione dell'Assemblea federale; in Svezia il Riksrevisionen e in Norvegia il Riksrevisjonen, diretti da un collegio di revisori (cinque in Norvegia, tre in Svezia) eletti dal parlamento.
Nei paesi di common law la funzione di controllo - peraltro con una minore enfasi sulla legalità dell'azione amministrativa, rispetto alle corti dei conti - è svolta da un organo monocratico denominato auditor general (scritto anche auditor-general), comptroller general (scritto anche comptroller-general), come negli Stati Uniti a livello federale, o comptroller and auditor general, come in Gran Bretagna, Irlanda e India. Si tratta di un organo indipendente, nominato dal capo dello stato (e quindi dal governo) e preposto ad un ufficio nel quale operano professionisti della revisione contabile, che trasmette rapporti periodici ad un'apposita commissione parlamentare la quale, sulla base di tali rapporti e di audizioni di esponenti del governo e della pubblica amministrazione, riferisce a sua volta all'assemblea.
Un organo ispirato al comptroller general statunitense si riscontra in molti paesi latinoamericani (ad esempio, Colombia, Cile, Bolivia, Perù, Venezuela ecc.) dove prende il nome di contralor general de la república (preposto alla contraloría general de la república).
Le corti dei conti e gli organi analoghi ora ricordati, genericamente definiti istituzioni superiori di controllo, sono riuniti a livello internazionale nell'International Organisation of Supreme Audit Institutions (INTOSAI). Questa organizzazione ha elaborato una serie di standard internazionali per le istituzioni aderenti: gli International Standards of Supreme Audit Institutions (ISSAI).

## Nel mondo

### Italia
La Corte dei conti in Italia è un organo di rilievo costituzionale, con funzioni di controllo e giurisdizionali, previsto dagli articoli 100 e 103 della Costituzione italiana che la ricomprende tra gli organi ausiliari del governo italiano. 

### Francia
In Francia è una giurisdizione finanziaria dell'ordinamento amministrativo in Francia, incaricata principalmente di verificare la regolarità dei conti pubblici; stato, istituzioni pubbliche nazionali, imprese pubbliche, sicurezza sociale e organizzazioni private che ricevono assistenza dallo stato o che gestiscono e raccolgono contributi dei privati. Ha la funzione di informare il Parlamento, ed il governo francese sulla regolarità della contabilità statale.

### Grecia
In Grecia, è una delle tre supreme magistrature del paese, insieme al Consiglio di Stato e alla Corte di Cassazione.